# Gubin Do
Gubin Do (cyr. Губин До) – wieś w Serbii, w okręgu zlatiborskim, w mieście Užice. W 2011 roku liczyła 377 mieszkańców.